# Diễn Hoàng
Diễn Hoàng là một xã thuộc huyện Diễn Châu, tỉnh Nghệ An, Việt Nam.
Xã có diện tích 6,7 km², dân số năm 1999 là 6.977 người, mật độ dân số đạt 1.041 người/km².